# Вернер Шмідт-Гаммер
Вернер Шмідт-Гаммер (нім. Werner Schmidt-Hammer; 26 вересня 1894 — 4 січня 1962) — німецький воєначальник, генерал-лейтенант вермахту. Кавалер Лицарського хреста Залізного хреста.

## Біографія
10 серпня 1914 року вступив добровольцем в Саксонську армію. Учасник Першої світової війни. Після демобілізації армії залишений в рейхсвері. З 15 жовтня 19135 року — командир 1-го батальйону 31-го піхотного полку. 26 серпня 1939 року відправлений в резерв фюрера. З 22 вересня 1939 року — командир 173-го, з 13 листопада 1939 року — 56-го запасного піхотного батальйону, з 1 грудня 1939 року — 433-го, з 13 січня 1940 року — 433-го піхотного полку. 19 липня 1940 року відправлений в резерв ОКГ. З 21 липня 1940 року — командир 456-го запасного піхотного батальйону, з 15 грудня 1940 року — 456-го піхотного полку. 5 серпня 1941 року відправлений в резерв ОКГ. 30 січня 1942 року переданий в розпорядження 14-го запасного піхотного полку, з 15 березня 1942 року — командир 668-го піхотного полку. 27 липня 1942 року відправлений в резерв ОКГ. З 21 вересня 1942 року — командир 417-го піхотного полку. 20 квітня 1943 року відправлений в резерв ОКГ. З 3 по 29 травня 1943 року проходив курс командира дивізії, 10 вересня відряджений в групу армій «Південь», 2 жовтня — в 223-тю, 15 листопада — в 168-му піхотну дивізію. З 1 грудня 1943 по 8 серпня 1943, з 9 грудня 1944 по 6 січня 1945 і з квітня 1945 року — командир 168-ї піхотної дивізії. 8 травня 1945 року потрапив в радянський полон. В жовтні 1955 року звільнений.

## Звання
- Лейтенант (21 жовтня 1915; патент від 26 листопада 1914)
- Оберлейтенант (1 квітня 1925)
- Гауптман (1 жовтня 1929)
- Майор (1 жовтня 1935)
- Оберстлейтенант (1 серпня 1938)
- Оберст (1 серпня 1941)
- Генерал-майор (1 грудня 1943)
- Генерал-лейтенант (1 червня 1944)

## Нагороди
- Залізний хрест
  - 2-го класу (20 серпня 1915)
  - 1-го класу (12 травня 1918)
- Військовий орден Святого Генріха, лицарський хрест (9 травня 1916)
- Орден Альберта (Саксонія), лицарський хрест 2-го класу з мечами (31 липня 1917)
- Почесний хрест ветерана війни з мечами (15 січня 1935)
- Медаль «За вислугу років у Вермахті»
  - 4-го, 3-го і 2-го класу (18 років; 2 жовтня 1936) — отримав 3 медалі одночасно.
  - 1-го класу (25 років; 1939)
- Медаль «У пам'ять 1 жовтня 1938» із застібкою «Празький град»
- Застібка до Залізного хреста
  - 2-го класу (11 травня 1940)
  - 1-го класу (26 травня 1940)
- Штурмовий піхотний знак в сріблі (19 лютого 1943)
- Німецький хрест в золоті (11 березня 1943)
- Почесна застібка на орденську стрічку для Сухопутних військ (2 березня 1944)
- Лицарський хрест Залізного хреста (2 вересня 1944)